# Опасне маме 2: Божић
Опасне маме 2: Божић (енгл. A Bad Moms Christmas) америчка је божићна филмска комедија из 2017. године. Режију и сценарио потписују Џон Лукас и Скот Мур. Наставак је филма Опасне маме из 2016. године. Главне улоге тумаче Мила Кунис, Кристен Бел, Кетрин Хан, Шерил Хајнс, Кристин Барански и Сузан Сарандон.
Премијерно је приказан 30. октобра 2017. године у Лос Анђелесу, док је 1. новембра пуштен у биоскопе у Сједињеним Америчким Државама, односно 9. новембра у Србији. Добио је помешане рецензије критичара и зарадио преко 130 милиона долара широм света.
У априлу 2019. објављено је да је наставак у развоју.

## Радња
Прича се враћа у добростојеће чикашко предграђе којим владају супермаме, које одлучују о томе шта је прихватљиво понашање, а шта није. Весели тројац Ејми, Кики и Карла суочиће се овога пута са стресом који собом доносе празници с породицом.

## Улоге
| Глумац           | Улога            |
| ---------------- | ---------------- |
| Мила Кунис       | Ејми Мичел       |
| Кристен Бел      | Кики             |
| Кетрин Хан       | Карла Дунклер    |
| Кристин Барански | Рут Редмонд      |
| Шерил Хајнс      | Сенди            |
| Сузан Сарандон   | Ајсис Дунклер    |
| Џеј Ернандез     | Џеси Харкнес     |
| Џастин Хартли    | Тај Свидл        |
| Питер Галагер    | Хенк Редмонд     |
| Уна Лоренс       | Џејн Мичел       |
| Емџеј Ентони     | Дилан Мичел      |
| Ванда Сајкс      | др Елизабет Карл |
| Кристина Еплгејт | Гвендолин Џејмс  |
| Аријана Гринблат | Лори Харкнес     |
| Кени Џи          | себе             |
| Лајл Брокато     | Кент             |
| Кејд Кукси       | Џексон           |
| Џекс Дин         | Бернард          |